# Erbsenrost
Der Erbsenrost (Uromyces pisi) ist eine Ständerpilzart aus der Ordnung der Rostpilze (Pucciniales). Der Pilz ist ein Endoparasit von Wolfsmilch-Arten und Schmetterlingsblütlern. Symptome des Befalls durch die Art sind Rostflecken und Pusteln auf den Blattoberflächen der Wirtspflanzen. Sie ist weltweit verbreitet.

## Merkmale

### Makroskopische Merkmale
Uromyces pisi ist mit bloßem Auge nur anhand der auf der Oberfläche des Wirtes hervortretenden Sporenlager zu erkennen. Sie wachsen in Nestern, die als gelbliche bis braune Flecken und Pusteln auf den Blattoberflächen erscheinen.

### Mikroskopische Merkmale
Das Myzel von Uromyces pisi wächst wie bei allen Uromyces-Arten interzellulär und bildet Saugfäden, die in das Speichergewebe des Wirtes wachsen. Die unterseitig auf den Wirtsblättern wachsenden Spermogonien der Art sind versprengt. Die zwischen ihnen wachsenden Aecien sind becherförmig und weiß. Die Aeciosporen sind meist eckig bis ellipsoid, orange, warzig und 18–23 × 18–23 µm groß. Die meist blattunterseitig wachsenden Uredien des Pilzes sind zimtgelb, pulverig und früh unbedeckt. Ihre gelbbraunen Uredosporen sind fast kugelig bis kugelig, 15–32 × 14–23 µm groß und warzig. Die beidseitig auf den Wirtsblättern wachsenden Telien der Art sind hellbraun, früh unbedeckt, zusammenfließend und pulverig. Die braunen Teliosporen sind einzellig, in der Regel eiförmig bis fast kugelig, glatt und 20–28 × 14–24 µm groß. Ihre Stiele sind farblos und kurz.

## Verbreitung
Das bekannte Verbreitungsgebiet von Uromyces pisi umfasst die gesamte Welt.

## Ökologie
Die Wirtspflanzen von Uromyces pisi sind für den Haplont die Wolfsmilch Euphorbia cyparissias und diverse Schmetterlingsblütler für den Dikaryonten. Der Pilz ernährt sich von den im Speichergewebe der Pflanzen vorhandenen Nährstoffen, seine Sporenlager brechen später durch die Blattoberfläche und setzen Sporen frei. Die Art durchläuft einen Entwicklungszyklus mit Aecien, Spermogonien, Telien und Uredien und macht einen Wirtswechsel durch, ist aber nicht auf ihn angewiesen.
Der Befall durch Uromyces pisi hindert die Wolfsmilch am Blühen. Die befallenen Pflanzen sind an einem abweichenden Habitus (gelblich, langgestreckt, mit kürzeren Blättern) sofort erkennbar. An der Triebspitze bilden sie mit einer Rosette aus gelb gefärbten Blättern eine "Pseudoblume" aus. Der Wirkung des Pilzes auf die Pflanze erstreckt sich außer auf die Färbung auch auf die Absonderung von Nektar. Pseudoblumen werden, genau wie die echten Blüten, von Insekten besucht (wenn auch etwas seltener). Es wurde durch experimentellen Ausschluss der Insekten der Nachweis geführt, dass der Insektenbesuch eine wesentliche Rolle bei der Befruchtung des (heterothallischen) Pilzes spielt.